# Корпоративизам
Корпоративизам или корпоратизам је социополитичка организација друштва од стране великих интересних или корпоративних група (сталежа, синдиката или еснафа), као што су пољопривредна, предузетничка, етничка, радничка, војна, покровитељска или научна удружења, на бази заједничких интереса. Корпоративизам је у теорији заснован на схватању заједнице као органског тела. Израз корпоративизам потиче од латинске речи "corpus" (множина – "corpora") што значи „тело“.
Папа Лав XIII је 1881. задужио теологе и друштвене мислиоце да проуче корпоративизам и пруже његову дефиницију. Комисија је у Фрајбургу 1884. изјавила да је корпоративизам „систем друштвене организације која у својој основи има груписање људи према заједници својих природних интереса и друштвених улога, и као истински и одговарајаћу органи државе они усмеравају и координирају рад и капитал у питањима од заједничког интереса.
Корпоративизам је сродан социолошком концепту структуралног функционализма. Корпоративна друштвена интеракција је честа унутар сродничких рупа као што су породице, кланови и народности. Осим код људи, и за неке животињске врсте, као што су пингвини, се зна да показују чврсту корпоративну друштвену организацију. Корпоративни типови заједница и социјалних интеракција су заједнички за многе идеологије, као што су апсолутизам, капитализам, конзервативизам, фашизам, либерализам, прогресивизам и реакционизам.
Корпоративизам се такође може односити на економски трипартизам у шта спадају уговори између послодаваца, радника и државних интересних група да се успостави економска политика. Ово се понекад назива и неокорпоративизам.